# Épineu-le-Chevreuil
Pour l’article ayant un titre homophone, voir Épineux-le-Seguin.
Épineu-le-Chevreuil est une commune française, située dans le département de la Sarthe en région Pays de la Loire, peuplée de 290 habitants (les Spinéens).
La commune fait partie de la province historique du Maine.

## Géographie
Épineu-le-Chevreuil est un village sarthois du canton de Loué situé à 25 km à l'ouest du Mans. La commune est traversée par la Vègre, un affluent de la Sarthe.
| Ruillé-en-Champagne | Ruillé-en-Champagne | Ruillé-en-Champagne |
| Chemiré-en-Charnie  | Épineu-le-Chevreuil | Amné                |
| Joué-en-Charnie     | Chassillé           | Longnes             |

### Climat
Pour des articles plus généraux, voir Climat des Pays de la Loire et Climat de la Sarthe.
En 2010, le climat de la commune est de type climat océanique dégradé des plaines du Centre et du Nord, selon une étude du CNRS s'appuyant sur une série de données couvrant la période 1971-2000. En 2020, Météo-France publie une typologie des climats de la France métropolitaine dans laquelle la commune est exposée à un climat océanique et est dans la région climatique  Moyenne vallée de la Loire, caractérisée par une bonne insolation (1 850 h/an) et un été peu pluvieux. 
Pour la période 1971-2000, la température annuelle moyenne est de 11,1 °C, avec une amplitude thermique annuelle de 14,2 °C. Le cumul annuel moyen de précipitations est de 723 mm, avec 12 jours de précipitations en janvier et 7 jours en juillet. Pour la période 1991-2020, la température moyenne annuelle observée sur la station météorologique de Météo-France la plus proche, sur la commune de Rouessé-Vassé à 15 km à vol d'oiseau, est de 11,7 °C et le cumul annuel moyen de précipitations est de 806,9 mm,. Pour l'avenir, les paramètres climatiques de la commune estimés pour 2050 selon différents scénarios d'émission de gaz à effet de serre sont consultables sur un site dédié publié par Météo-France en novembre 2022.

## Urbanisme

### Typologie
Au 1er janvier 2024, Épineu-le-Chevreuil est catégorisée commune rurale à habitat très dispersé, selon la nouvelle grille communale de densité à sept niveaux définie par l'Insee en 2022.
Elle est située hors unité urbaine. Par ailleurs la commune fait partie de l'aire d'attraction du Mans, dont elle est une commune de la couronne,. Cette aire, qui regroupe 144 communes, est catégorisée dans les aires de 200 000 à moins de 700 000 habitants,.

### Occupation des sols
L'occupation des sols de la commune, telle qu'elle ressort de la base de données européenne d’occupation biophysique des sols Corine Land Cover (CLC), est marquée par l'importance des territoires agricoles (92,4 % en 2018), une proportion identique à celle de 1990 (92,4 %). La répartition détaillée en 2018 est la suivante : 
prairies (50,6 %), terres arables (41,7 %), forêts (7,6 %). L'évolution de l’occupation des sols de la commune et de ses infrastructures peut être observée sur les différentes représentations cartographiques du territoire : la carte de Cassini (XVIIIe siècle), la carte d'état-major (1820-1866) et les cartes ou photos aériennes de l'IGN pour la période actuelle (1950 à aujourd'hui).

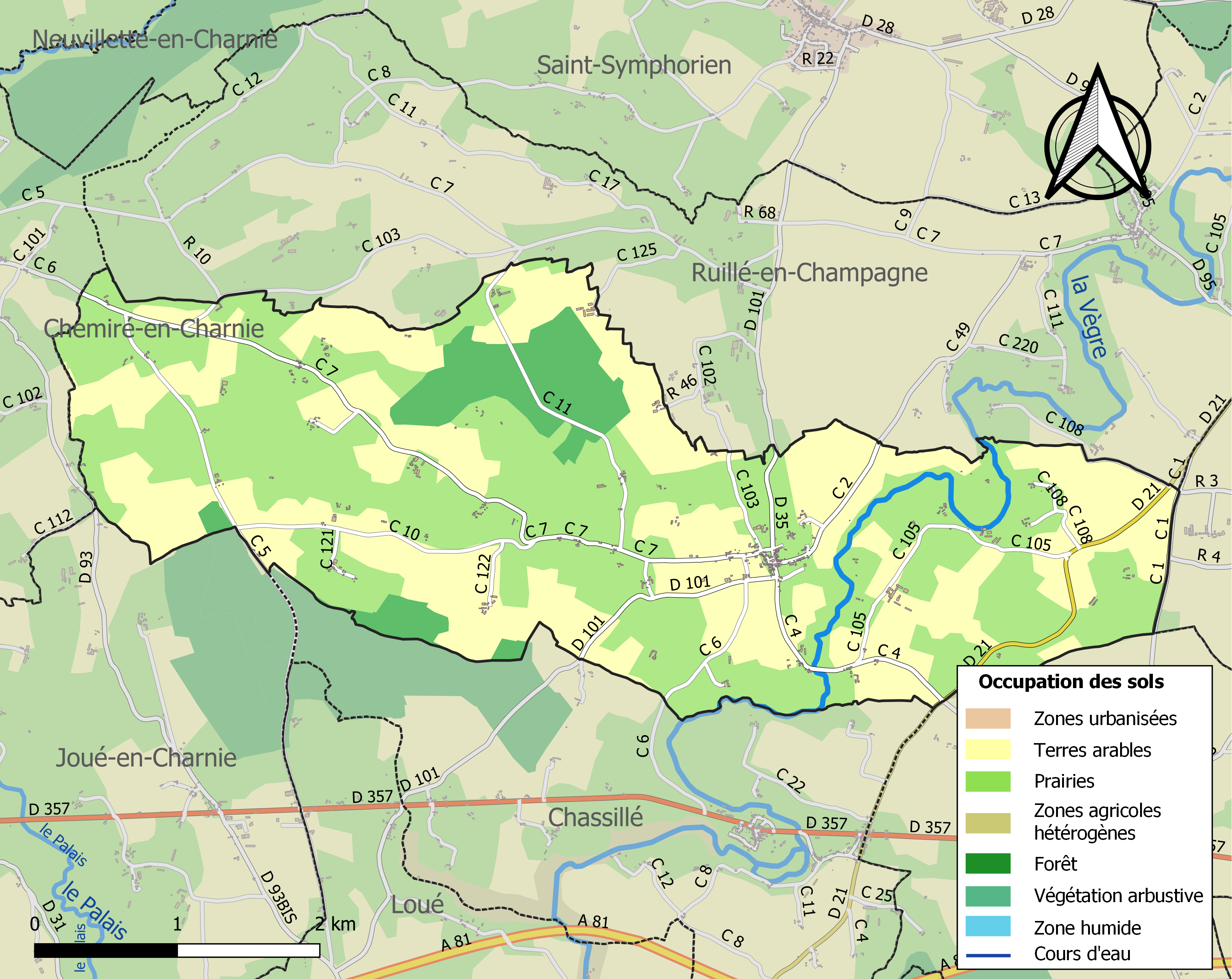
Carte des infrastructures et de l'occupation des sols de la commune en 2018 (CLC).

## Toponymie
La forme Espigneu est attestée en 1330.

## Histoire
À la création des cantons, Épineu est chef-lieu de canton. Ce canton est supprimé lors du redécoupage cantonal de l'an IX (1801).

## Politique et administration
| Période                                  | Période   | Identité         | Étiquette | Qualité |
| ---------------------------------------- | --------- | ---------------- | --------- | ------- |
| 1898                                     | -         | - Ragot          |           |         |
|                                          |           |                  |           |         |
| 1971                                     | 1995      | Leffray Noël     | SE        |         |
| (avant 2001)                             | mars 2014 | François Gautier | SE        |         |
| mars 2014                                | En cours  | Sébastien Huet   | SE        |         |
| Les données manquantes sont à compléter. |           |                  |           |         |

Le conseil municipal est composé de onze membres dont le maire et deux adjoints.

## Démographie
L'évolution du nombre d'habitants est connue à travers les recensements de la population effectués dans la commune depuis 1793. Pour les communes de moins de 10 000 habitants, une enquête de recensement portant sur toute la population est réalisée tous les cinq ans, les populations de référence des années intermédiaires étant quant à elles estimées par interpolation ou extrapolation. Pour la commune, le premier recensement exhaustif entrant dans le cadre du nouveau dispositif a été réalisé en 2008.
En 2022, la commune comptait 290 habitants, en évolution de −3,65 % par rapport à 2016 (Sarthe : −0,25 %, France hors Mayotte : +2,11 %).
Épineu-le-Chevreuil a compté jusqu'à 1 052 habitants en 1836.
| 1793 | 1800 | 1806 | 1821  | 1831  | 1836  | 1841  | 1846 | 1851 |
| ---- | ---- | ---- | ----- | ----- | ----- | ----- | ---- | ---- |
| 901  | 928  | 926  | 1 017 | 1 045 | 1 052 | 1 004 | 997  | 968  |

| 1856 | 1861 | 1866 | 1872 | 1876 | 1881 | 1886 | 1891 | 1896 |
| ---- | ---- | ---- | ---- | ---- | ---- | ---- | ---- | ---- |
| 928  | 887  | 900  | 844  | 792  | 756  | 698  | 680  | 628  |

| 1901 | 1906 | 1911 | 1921 | 1926 | 1931 | 1936 | 1946 | 1954 |
| ---- | ---- | ---- | ---- | ---- | ---- | ---- | ---- | ---- |
| 643  | 612  | 608  | 532  | 505  | 438  | 443  | 458  | 457  |

| 1962 | 1968 | 1975 | 1982 | 1990 | 1999 | 2006 | 2008 | 2013 |
| ---- | ---- | ---- | ---- | ---- | ---- | ---- | ---- | ---- |
| 432  | 390  | 345  | 265  | 257  | 235  | 273  | 284  | 300  |

| 2018 | 2022 | - | - | - | - | - | - | - |
| ---- | ---- | - | - | - | - | - | - | - |
| 290  | 290  | - | - | - | - | - | - | - |

## Culture locale et patrimoine

### Lieux et monuments
- Église Saint-Fraimbault-et-Saint-Antoine, des XIe et XIVe siècles, inscrite au titre des Monuments historiques depuis le 11 juin 1998[23]. Un vitrail, une plaque funéraire et deux statues (saint Antoine et saint Fraimbault), tous du XVIe siècle, sont classés à titre d'objets[24].

### Héraldique
|  | Les armoiries de Épineu-le-Chevreuil se blasonnent ainsi : D'argent à l'arbre épineux de sinople accompagné, en chef, de deux chouettes affrontées d'or et, en pointe, de deux croix de Jérusalem du même. |

## Personnalités liées
- Julian de Baïf, chanoine de la cathédrale du Mans et seigneur d'Épineu, inhumé dans l'église, en a fait reconstruire le chœur et on lui doit également une chapelle seigneuriale[25].